# 上衣

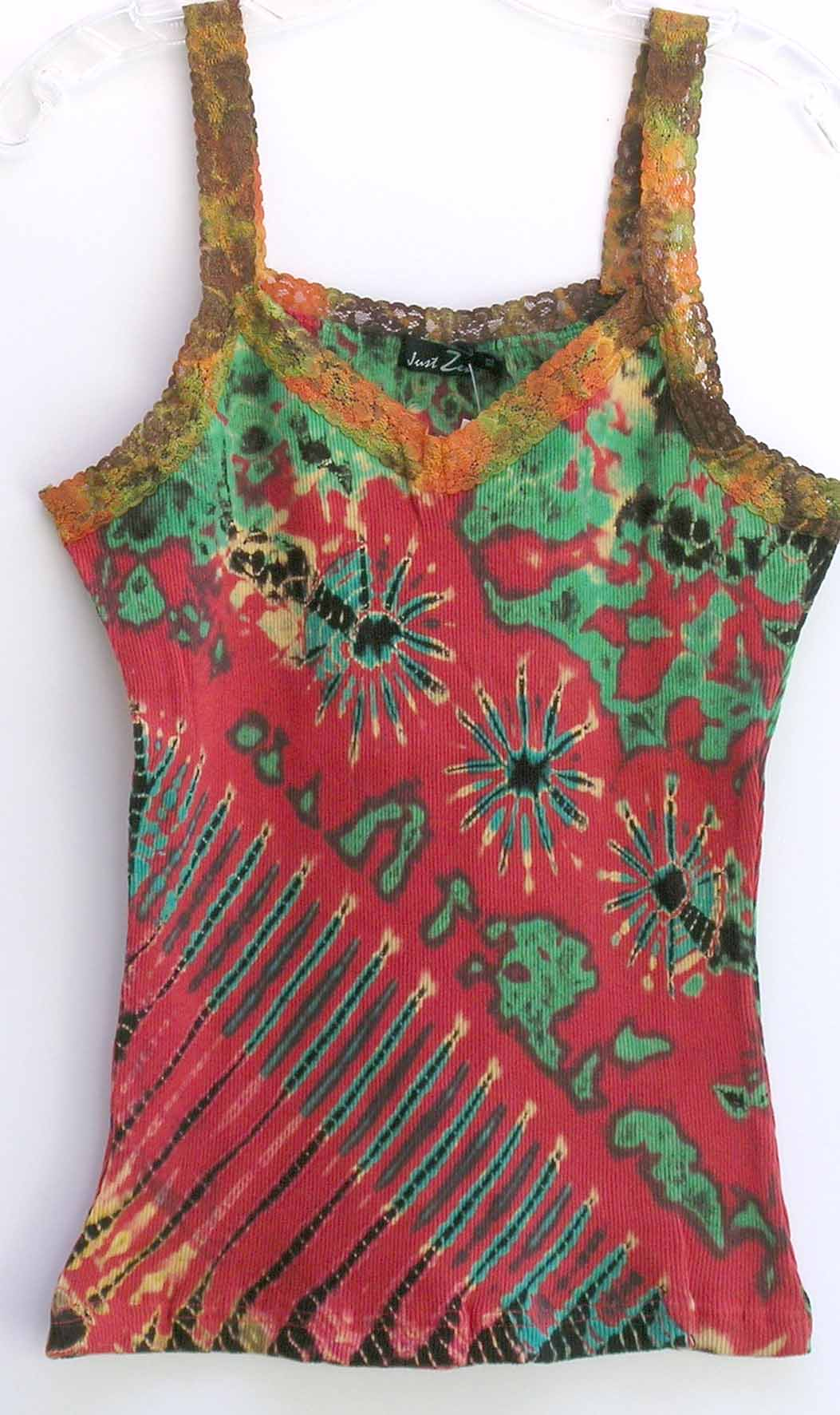
女性上衣

上衣（英語：Top）泛指上半身所穿的衣衫，其覆蓋範圍至少在胸部，但通常是覆蓋脖子和腰之間的大部分上半身的衣服。 上衣的底部可以短至軀幹中部，或長至大腿中部。男士上衣通常與褲子搭配，而女士則與褲子或裙子搭配。常見上衣類型有T恤、女式襯衫和襯衫等之類。

## 上衣類型
- 罩衫（Blouse）
  - 露臍上衣（Crop top）
  - 掛頸式肩帶（Halterneck）
  - 無袖上衣（Tank top）
  - 無肩帶背心（Tube top）
- 襯衫（Shirt）
  - 正裝襯衫（Dress shirt）
  - 亨利衫（Henley shirt）
  - 馬球衫（Polo shirt）
  - 文化衫（T-shirt）
- 毛衣（Sweater）
  - 開襟衫（Cardigan）
  - 水手衫（Guernsey）
  - 連帽衫（Hoodie）
  - 針織衫（英语：Jersey (clothing)）（Jersey）
  - 高領衫（Polo neck）
  - 毛衣背心（Sweater vest）
- 背心（Vest）
- 馬甲（Waistcoat）

## 另見
- 外套（外衣）
  - 大衣（Coat）
  - 夾克（Jacket）
- 內衣